# Rubus trifidus
Rubus trifidus är en rosväxtart som beskrevs av C.P. Thunb. och A. Murray. Rubus trifidus ingår i släktet rubusar, och familjen rosväxter. Inga underarter finns listade i Catalogue of Life.